# Bœuf bourguignon
Bœuf bourguignon, ook wel boeuf à la bourguignonne, is een Frans gerecht op basis van rundvlees gestoofd in rode Bourgogne-wijn, bouillon, champignons, pareluitjes, spek, mirepoix en bouquet garni. De naam betekent 'Rund op zijn Bourgondisch' en het is dan ook een typisch gerecht voor de Bourgogne-streek.
Het is een van de vele voorbeelden van Franse boerengerechten die zijn doorgedrongen tot de haute cuisine. Langzaam stoven was een manier om taai vlees mals en smakelijk te maken. Het recept werd voor het eerst vastgelegd door Auguste Escoffier aan het eind van de negentiende eeuw.